# 마쓰야마 종합공원
마쓰야마 종합공원(松山総合公園)은 일본 에히메현 마쓰야마시에 있는 도시공원이다. 시로산 서쪽에 위치한다. 1983년에 착공하여 1999년에 전체 시설이 완성되었다.
공원 내에는 유럽의 고성 스타일 전망대, 도시 환경 학습 센터, 광장, 놀이기구, 화단 등이 있다. 세토 내해와 마쓰야마성이 내려다 보인다.